# Falaj al-Mashayikh
Falaj al-Maxaiḫ‎ (em árabe: فلج المشايخ; romaniz.: Falaj āl-Maxaīḫ‎) é uma cidade da província Sudeste e do vilaiete de Jalan Bani Bu Hassan, no Omã. Segundo o censo de 2010, havia 4 085 residentes, 445 forâneos e 3 640 omanis. Compreende uma área de 25,8 quilômetros quadrados.